# Ar (canção)
Ar é uma canção da cantora brasileira Fernanda Brum, com composição de seu marido Emerson Pinheiro. Foi lançada como single nas plataformas digitais em 9 de dezembro de 2020 e foi o primeiro single da cantora na Sony Music.

## Composição
Após o contrato com a Sony Music, a Fernanda Brum lançou o single "Ar". O novo trabalho da cantora, classificado por ela mesmo, como um dos mais importantes da sua carreira, traz uma mensagem de esperança para quem se sente sufocado com tantos problemas e adversidades da vida. 
“Eu me escondo em Ti, me refazes a alma. Tens o meu coração totalmente ancorado. Estou firmado em Ti, e sei que jamais eu estarei só. Não estarei só. Só preciso de… Ar!“
, diz parte da canção.
A canção foi composta por Emerson Pinheiro, mesmo compositor de outros sucessos da cantora como "Quebrantado Coração", o mesmo foi o produtor da canção que é o mesmo dos outros álbuns da cantora. A canção foi composta durante a quarentena onde a Fernanda estava com Covid-19, enquanto seu marido estava escrevendo a canção, Fernanda estava escrevendo o roteiro do clipe.

“Essa música foi composta durante quarentena, eu tinha pego covid e fiquei com 25% dos pulmões comprometidos pela doença. Nós entendemos que a doença estava atacando não só o físico, mas também o emocional e o espiritual das pessoas. A música veio como uma cura para levantar os ânimos e nos fazer respirar os ares do Espírito Santo, me dando motivação para continuar a compor e realizar outros projetos”
 contou Fernanda.

## Performance ao vivo
A primeira versão ao vivo registrada de "Ar" foi na Live The King Online, em 2020, depois disso a Fernanda fez uma performance ao vivo na Rádio Melodia.
Em 2022 a cantora foi convidada pela Amazon Music para fazer um EP ao vivo com 11 clipes ao vivos para o YouTube e 3 versões ao vivo de canções para as plataformas digitais, a canção ficou no repertório entre as 11.

## Videoclipe
"Ar" ganhou um videoclipe no dia 15 de outubro de 2020. Fernanda Brum divulgou em seu canal no YouTube o clipe que já contém 2 milhões de visualizações.

## Lista de faixas
| Streaming e download digital |                 |                  |         |  |
| N.º                          | Título          | Compositor(es)   | Duração |  |
| 1.                           | "Ar"            | Emerson Pinheiro | 4:09    |  |
| 2.                           | "Ar (Playback)" | Emerson Pinheiro | 3:59    |  |

## Prêmios e Indicações
Troféu Gerando Salvação
| Ano  | Categoria         | Trabalho | Resultado |
| ---- | ----------------- | -------- | --------- |
| 2021 | Melhor videoclipe | Ar       | Indicado  |

## Créditos
- Fernanda Brum - Vocal
- Emerson Pinheiro - Composição
- Emerson Pinheiro - Produção